# Promagistrado
Un promagistrado es una persona que actúa con la autoridad y capacidad de un magistrado, pero sin ocupar un cargo magisterial. Como innovación legal de la República Romana, se inventó la promagistratura para proveer a Roma con gobernadores de los territorios de ultramar en vez de tener que elegir más magistrados cada año. Los promagistrados eran designados por senatus consultum; como todos los actos del Senado romano, estos nombramientos no eran completamente legales y podían ser desautorizados por las Asambleas romanas, por ejemplo, el reemplazo de Quinto Cecilio Metelo el Numídico por Cayo Mario durante la guerra de Yugurta.

## Características
Los promagistrados eran normalmente procuestores (actuando en lugar de cuestores), propretores (actuando en lugar de pretores) o procónsules (actuando en lugar de cónsules). Un promagistrado tenía una autoridad equivalente a la del magistrado, era asistido por el mismo número de lictores, y en términos generales tenía poder autocrático dentro de su provincia, tanto territorial o cualquier otro. Los promagistrados normalmente ya habían ocupado el cargo en representación del cual actuaban, aunque esto no era obligatorio. Otros promagistrados incluyen al procurador, actuando en lugar de un curador.
La institución de las promagistraturas se desarrolló porque los romanos encontraron poco práctico continuar añadiendo magistraturas ordinarias para administrar sus posesiones de ultramar recientemente adquiridas. Por tanto, adoptaron la práctica de designar a un individuo para actuar en lugar o en capacidad de (pro) un magistrado (magistratu); un promagistrado era literalmente un lugarteniente. Posteriormente, cuando a Cneo Pompeyo Magno se le dio imperium proconsular para luchar contra Quinto Sertorio, el Senado se aseguró de distinguir que de hecho él no estaba siendo nombrado un promagistrado: no estaba designado a actuar en lugar de un cónsul (pro consule), sino en nombre de los cónsules (pro consulibus).
El concepto legal romano de imperium significaba que un magistrado o promagistrado "imperial" tenía autoridad absoluta dentro de la competencia de su cargo; por tanto, un promagistrado con imperium designado para gobernar una provincia tenía autoridad absoluta dentro de su capacidad como gobernador de esa provincia; es más, la palabra provincia se refería tanto al cargo o jurisdicción del gobernador como al territorio que gobernaba. Un gobernador provincial tenía casi autoridad total ilimitada y frecuentemente obtenía, mediante amenazas, enormes cantidades de dinero de la población de la provincia; tenía inmunidad judicial total durante su periodo en el cargo. Se convirtió en bastante común que los gobernadores provinciales buscaran la elección continua al cargo para evitar juicios por extorsión y soborno, siendo dos famosos ejemplos Gayo Verres y Lucio Sergio Catilina.

## Posteridad
El poder casi ilimitado de un promagistrado de alta graduación ha llevado a usar el término "procónsul" para designar cualquier funcionario de alta graduación y autoritario nombrado desde arriba (o desde fuera) para gobernar un territorio sin considerar las instituciones políticas locales (esto es, uno que no es elegido y cuya autoridad sobrepasa a la de los funcionarios locales). Uno de los ejemplos más destacados de esto es Douglas MacArthur, al que se le dieron vastos poderes para llevar a cabo esfuerzos de reforma y recuperación en Japón tras la Segunda Guerra Mundial, y ha sido descrito ocasionalmente como "el procónsul estadounidense de Japón".